# قائمة مساجد أرمينيا
فيما يلي قائمة بالمساجد الموجودة ضمن أراضي أرمينيا الحديثة.

## التاريخ
وفقًا لمنشور عام 1870 للتقويم القوقازي، وهو تقرير إحصائي نشرته النيابة الملكية الروسية، كان هناك ما مجموعه 269 مسجدًا شيعيًا في مقاطعة يريفان، وهي المنطقة التي تضم اليوم معظم وسط أرمينيا، إغدير (ولاية) في تركيا، وجمهورية نخجوان الذاتية الحبيسة التابعة لأذربيجان.

### في يريفان
وفقا لإيفان شوبان، كان هناك ثمانية مساجد في يريفان في منتصف القرن 19:
- مسجد عباس ميرزا (في القلعة)
- مسجد محمد خان (في القلعة)
- مسجد زالخان (أرمينيا)
- مسجد شاه عباس
- مسجد نوروز علي بيك
- مسجد سرتيب خان
- المسجد الأزرق (يريفان)
- مسجد الحاج إمام فاردي
- مسجد الحاج جعفر بك (الحاج نصر الله بك)[2][3]

بعد 1917، تم هدم العديد من المباني الدينية في المدينة تماشياً مع سياسات الحكومة السوفييتية التحديثية والمعادية للدين. وشهدت الحملة هدم كنائس يريفان والمساجد والمعبد اليهودي الوحيد في المدينة. يتذكر عدد قليل من سكان شارع فاردانانتس هدم مسجد صغير في 1990. في الفترة 1988-1994، كانت الأغلبية الساحقة من السكان المسلمين، المكونين من الأذربيجانيين والأكراد المسلمين،[بحاجة لمصدر] الذين فروا من البلاد نتيجة لحرب مرتفعات قره باغ الأولى والصراع المستمر بين أرمينيا وأذربيجان.

## المساجد الموجودة

### مقاطعة أراغاتسوتن
- مسجد أغاراك (آراغاتسوتن)[7]

### مقاطعة لوري
- مسجد أرجوت – مسجد مهدم في قرية أرجوت[8]
- المبنى في لوري بيرد- الغرض الأصلي للمبنى غير معروف، ولكن تم تحويله فيما بعد إلى مسجد خلال القرنين الرابع عشر والخامس عشر، ثم إلى كنيسة في القرن الثامن عشر[9]

### مقاطعة شيراك
- مسجد زوراكيرت (أرمينيا)[10]

### مقاطعة سيونيك
- مبنى آشانان- مبنى قديم يعود تاريخه إلى 695 م في قرية آشانان (أرمينيا) يحمل نقوشًا من القرآن الكريم، مما يدل على استخدامه كمكان مقدس[11]
- مسجد أغيتو (أرمينيا)[11]
- مسجد أندوكافان[12]

### يريفان[13]
- مسجد عباس ميرزا – لم يبق من المبنى إلا هيكله[14]
- المسجد الأزرق (يريفان)– المسجد الوحيد النشط في أرمينيا اليوم[15][14]

- المساجد في حي كوند في يريفان- تحتوي الساحة المركزية على "مجموعة من المساجد غير العاملة التي يعود تاريخها إلى القرنين السابع عشر والثامن عشر":[16]
  - مسجد عباس قلي خان- هو مسجد كبير مهجور يعود تاريخه إلى القرن 17 في حي كوند في يريفان، وقد استخدم المسجد لإيواء 17 عائلة لاجئة بعد الإبادة الجماعية للأرمن. اليوم، تستخدم أربع عائلات المسجد كسكن مؤقت.[17] انهارت قبة المسجد بعد زلزال أرمينيا 1988 وهي اليوم في حالة متداعية.[18][14] في 2022، تم الإعلان عن خطط بالتعاون بين السلطات الإيرانية وبلدية يريفان لتجديد المسجد.[16]
  - مسجد كوند الصغير- مسجد صغير في حالة خراب في حي كوند في يريفان.[18]

## أنظر أيضا
- الإسلام في أرمينيا